# Bürgermeister (Hessen)
Ein Bürgermeister ist das Oberhaupt einer Gemeinde oder Stadt. Dieser Artikel beschreibt die Besonderheiten des Landes Hessen. Rechtsgrundlage ist die Hessische Gemeindeordnung (HGO).

## Amtsbezeichnung
Nach § 45 Abs. 1 HGO führt in Gemeinden mit mehr als 50.000 Einwohnern der Bürgermeister die Amtsbezeichnung Oberbürgermeister, der Erste Beigeordnete die Amtsbezeichnung Bürgermeister. Diese Amtsbezeichnungen gelten weiter, solange die Zahl von 45.000 Einwohnern nicht unterschritten wird. Auch bei einem Unterschreiten dieser Einwohnerzahl führen Oberbürgermeister und Bürgermeister ihre Amtsbezeichnungen für die Dauer ihrer Amtszeit weiter, im Falle ihrer Wiederwahl auch für die Dauer weiterer Amtszeiten; einer Wiederwahl steht eine erneute Berufung in dasselbe Amt unmittelbar nach Ablauf der Amtszeit gleich.
Die folgenden Ausführungen beziehen sich jeweils auf das Gemeindeoberhaupt, nicht auf Beigeordnete, unabhängig von der Amtsbezeichnung.

## Allgemeines
In Hessen sind die Kommunen nach der sogenannten Magistratsverfassung organisiert. Der direkt nach § 39 Abs. 1a HGO gewählte Bürgermeister hat daraus eine relativ schwache Stellung gegenüber der Gemeindevertretung. Mit der Einführung der Direktwahl im Jahr 1992 blieb die Stellung verglichen mit der Stellung des Bürgermeisters in der Süddeutschen Ratsverfassung schwach, da wesentlichen Aufgaben nach § 50 HGO und Zuständigkeiten nach § 51 HGO bei der Gemeindevertretung verblieben. In §§ 39 bis 48 HGO sind die Regelungen zum Bürgermeister, insbesondere die Wahl und die Amtszeit kodifiziert.

## Bürgermeister und Gemeindevorstand
| bei einer Größenordnung   | in Besoldungsgruppe |
| ------------------------- | ------------------- |
| bis zu 2 000 Einwohnern   | A 15                |
| bis zu 10 000 Einwohnern  | A 16                |
| bis zu 15 000 Einwohnern  | B 2                 |
| bis zu 20 000 Einwohnern  | B 3                 |
| bis zu 30 000 Einwohnern  | B 4                 |
| bis zu 50 000 Einwohnern  | B 5                 |
| bis zu 75 000 Einwohnern  | B 6                 |
| bis zu 100 000 Einwohnern | B 7                 |
| bis zu 175 000 Einwohnern | B 8                 |
| bis zu 250 000 Einwohnern | B 9                 |
| bis zu 500 000 Einwohnern | B 10                |
| über 500 000 Einwohner    | B 11                |

Der Bürgermeister ist Vorsitzender des Gemeindevorstandes (in Städten: des Magistrats) und Leiter der Gemeindeverwaltung. Er vertritt die Gemeinde nach außen (§ 71 HGO). Jedoch werden die wesentlichen Entscheidungen vom Gemeindevorstand als Kollektivorgan getroffen. § 66 HGO nennt folgende wesentliche Aufgaben des Gemeindevorstands:
1. die Gesetze und Verordnungen sowie die im Rahmen der Gesetze erlassenen Weisungen der Aufsichtsbehörde auszuführen,
2. die Beschlüsse der Gemeindevertretung vorzubereiten und auszuführen,
3. die ihm nach diesem Gesetz obliegenden und die ihm von der Gemeindevertretung allgemein oder im Einzelfall zugewiesenen Gemeindeangelegenheiten zu erledigen,
4. die öffentlichen Einrichtungen und wirtschaftlichen Betriebe der Gemeinde und das sonstige Gemeindevermögen zu verwalten,
5. die Gemeindeabgaben nach den Gesetzen und nach den Beschlüssen der Gemeindevertretung auf die Verpflichteten zu verteilen und ihre Beitreibung zu bewirken sowie die Einkünfte der Gemeinde einzuziehen,
6. den Haushaltsplan und das Investitionsprogramm aufzustellen, das Kassen- und Rechnungswesen zu überwachen,
7. die Gemeinde zu vertreten, den Schriftwechsel zu führen und die Gemeindeurkunden zu vollziehen.

Der Bürgermeister ist grundsätzlich hauptamtlicher Beamter auf Zeit. In Gemeinden mit nicht mehr als 5.000 Einwohnern kann die Hauptsatzung bestimmen, dass die Stelle des Bürgermeisters ehrenamtlich zu verwalten ist; die Änderung muss mit einer Mehrheit von mindestens 2/3 der gesetzlichen Zahl der Gemeindevertreter beschlossen worden sein (§ 44 HGO). Die Gemeinde Bromskirchen ist seit dem 1. Januar 2017 die erste hessische Gemeinde, die von dieser Sonderregelung für kleine Gemeinden Gebrauch macht.
Die Bezüge des hauptamtlichen Bürgermeisters richten sich gemäß der Hessischen Kommunalbesoldungsverordnung (§ 2 HKomBesV) nach der Größe der Gemeinde. Das Amt des hauptamtlichen Ersten Beigeordneten wird zwei Besoldungsgruppen, die Ämter der weiteren hauptamtlichen Beigeordneten werden drei Besoldungsgruppen niedriger eingestuft als das Amt des hauptamtlichen Bürgermeisters. Ehrenamtliche Bürgermeister haben Anspruch auf Aufwandsentschädigung und Ehrensold.
Der Bürgermeister leitet die Gemeindeverwaltung (§ 70 Abs. 2 HGO). Er bestimmt die Organisation der Gemeindeverwaltung und legt die Geschäftsverteilung der Beigeordneten fest (§ 70 Abs. 1 HGO).
Der Bürgermeister ist Dienstvorgesetzter der Gemeindemitarbeiter mit Ausnahme der Beigeordneten (§ 73 Abs. 2 HGO).

## Wahl

### Wahl und Amtszeit
Der Bürgermeister wird von den Bürgern in allgemeiner, unmittelbarer, freier, gleicher und geheimer Wahl gewählt (§ 39 HGO). Die Wahl ist nach den Grundsätzen der Mehrheitswahl durchzuführen. Gewählt ist, wer mehr als die Hälfte der gültigen Stimmen erhalten hat.
Entfällt auf keinen Bewerber mehr als die Hälfte der gültigen Stimmen, findet frühestens am zweiten und spätestens am vierten Sonntag nach der Wahl eine Stichwahl statt, zu der die beiden Bewerber zugelassen sind, die bei der ersten Wahl die meisten Stimmen erhalten haben. Auch hier sind für eine Wahl mehr als die Hälfte der gültigen Stimmen erforderlich. Bei Stimmengleichheit entscheidet das Los über die Wahl des Bürgermeisters bzw. über die Zulassung zur Stichwahl.
Im nordhessischen Ahnatal wurde am 24. November 2020 erstmals in Hessen der Bürgermeister durch Losentscheid bestimmt, nachdem beide Bewerber in der Stichwahl exakt die gleiche Anzahl an Stimmen erzielt hatten.
Haben aber lediglich zwei Bewerber an der Wahl teilgenommen und die gleiche Anzahl von Stimmen erzielt, wird dieser Fall nicht durch Losentscheid, sondern durch eine Stichwahl gemäß § 39 Abs. 1b HGO entschieden.
Wählbar zum Bürgermeister sind Deutsche im Sinne von Art. 116 GG und Unionsbürger, die vor der Zulassung der Bewerbung in der Bundesrepublik Deutschland wohnen. Die Bewerber müssen am Wahltag das 18. Lebensjahr vollendet haben. Nicht wählbar ist, wer vom aktiven Wahlrecht ausgeschlossen ist (§ 32 HGO und § 31 HGO).
Der Bürgermeister wird spätestens sechs Monate nach seiner Wahl von dem Vorsitzenden der Gemeindevertretung in öffentlicher Sitzung in sein Amt eingeführt (§ 46 HGO). Die Amtszeit beträgt sechs Jahre.
Der hauptamtliche Bürgermeister tritt mit Ablauf der Amtszeit in den Ruhestand, wenn er als Beamter auf Zeit eine Amtszeit von 8 Jahren erreicht hat, das 55. Lebensjahr vollendet hat und nicht erneut in dasselbe oder in ein höherwertiges Amt berufen wird. Hat er nach Ablauf der Amtszeit das 55. Lebensjahres noch nicht erreicht, ist auf Antrag eine Versetzung in den Ruhestand mit Vollendung des 50. Lebensjahres möglich. Hat der hauptamtliche Bürgermeister die erforderliche Amtszeit erreicht, aber nicht das erforderliche Lebensalter, ist er entlassen. In diesen Fällen entsteht ein Anspruch auf Altersgeld, wenn eine ruhegehaltfähige Dienstzeit von mindestens 5 Jahren im Beamtenverhältnis abgeleistet wurde (§ 40 HGO1, § 37b HKO).

### Wahlvorbereitung, Zeitpunkt der Wahl
Für die Direktwahl ist das Hessische Kommunalwahlgesetz (KWG) maßgeblich (§ 42 HGO). § 5 KWG bestimmt die Bildung eines Wahlleiters und eines Wahlausschusses.
Der Bürgermeister ist frühestens sechs und spätestens drei Monate vor Freiwerden der Stelle zu wählen. Wird die Stelle aus unvorhersehbaren Gründen frei, so ist spätestens nach vier Monaten zu wählen. Um Wahltermine zusammenzulegen, kann die Wahl gemäß § 42 Abs. 3 S. 2 HGO. gemeinsam mit einer anderen Wahl durchgeführt werden, selbst wenn dabei von den genannten Fristen um maximal 3 Monate abgewichen wird.

### Abwahl
Die Abwahl eines Bürgermeisters ist in § 76 Abs. 4 HGO geregelt. Hierzu bedarf es eines Beschlusses mit 2/3 Mehrheit der Gemeindevertretung und anschließend einer Abwahl durch die Bürger nach den Regeln für einen Bürgerentscheid, bei der sich eine Mehrheit der gültigen Stimmen für die Abwahl ausspricht und diese Mehrheit mindestens 30 % der Wahlberechtigten ausmacht.